# Teixit cartilaginós
El cartílag o teixit cartilaginós (dit popularment «tendrum») és una varietat del teixit conjuntiu, que està format per cèl·lules i matriu extracel·lular. Les característiques més essencials d'aquesta varietat són una matriu extracel·lular sòlida i cèl·lules allotjades en llacunes.
És un teixit flexible i que té una bona resistència a la compressió. És avascular i no té innervació. La seva funció és la de sustentació (com a teixit conjuntiu que és), i la de permetre un moviment gairebé lliure de fricció. Té el seu origen en el mesènquima.

## Histogènesi
El cartílag part en origen del mesènquima. Les cèl·lules mesenquimàtiques es transformen en condroblasts, condensant-se en una regió anomenada centre de condrificació. Aquí és on es comença a sintetitzar la matriu cartilaginosa. D'aquesta forma les cèl·lules es van distanciant més i més a causa de l'existència d'aquesta matriu cartilaginosa, i queden allotjades en llacunes, una de les característiques bàsiques d'aquest teixit.
Una vegada queden allotjades en aquestes llacunes, els condroblasts passen a denominar-se condròcits. El mesènquima perifèric es transforma, tanmateix, en el pericondri.
Una vegada formada la placa cartilaginosa, aquesta segueix creixent. Els condroblasts mantenen la seva capacitat de divisió. Al dividir-se formen els grups isogènics. Succeeix que al sintetitzar menys components de matriu els condròcits, aquests quedaran menys distants els uns dels altres, i formaran grups isogènics. Aquests grups són fonamentals per al creixement intersticial de la placa de cartílag.